# غورخر (كوهستان)
غورخر (بالفارسية: گورخر) هي قرية تقع في إيران في Kuhestan Rural District. يقدر عدد سكانها بـ 103 نسمة بحسب إحصاء 2016.